# Fat Slags
Fat Slags ist eine britische Komödie mit sexuellen Witzen aus dem Jahr 2004 bei dem Ed Bye Regie führte.
Der Film erhielt durchschnittlich schlechte Kritiken.

## Handlung
Sandra und Tracey, die Fat Slags, verlassen ihre Heimatstadt im Norden Englands um nach London zu reisen. Dort vögeln und saufen sie auf dem Weg zum Ruhm und Reichtum. Der international bekannte Milliardär Sean Cooley bekommt einen Schlag auf den Kopf, wodurch er vorübergehend verrückt wird. Als er Sandra und Tracey in einer Talkshow entdeckt, verfällt er ihnen. Cooley beauftragt den Modedesigner Fidor Konstantin seine bevorstehende Kollektion auf den Fat Slags zu basieren und wird damit zur Medien-Sensation. Über Nacht erobern die Fat Slags Großbritannien im Sturm und erreichen Platz 1 in den Charts und gewinnen den Turner Preis. Die Presse verkündet, Fett ist das neue Schwarz. Während ihrer Reise in der Welt des Ruhms behalten die Fat Slags ihre einzigartige und liebenswerte Vulgarität, verbunden mit einer Unschuld, die die Aufmerksamkeit der britischen Öffentlichkeit auf sie zieht. Doch im privaten, treibt die Eifersucht einen Keil zwischen Sandra und Tracey, während sie für Sean Cooleys Aufmerksamkeit wetteifern. Erst als er wieder seine geistigen Fähigkeiten erlangt, merken die Mädchen, dass ihre Freundschaft das einzige ist, das sie in der verrückten Welt haben, von der sie schon ein Teil geworden sind.